# Arrayou-Lahitte
Pour les articles homonymes, voir Lahitte.
Arrayou-Lahitte est une commune française située dans le centre du département des Hautes-Pyrénées, en région Occitanie. Sur le plan historique et culturel, la commune est dans l’ancien comté de Bigorre, comté historique des Pyrénées françaises et de Gascogne.
Exposée à un climat de montagne, elle est drainée par la Géline et par divers autres petits cours d'eau. La commune possède un patrimoine naturel remarquable composé de deux zones naturelles d'intérêt écologique, faunistique et floristique.
Arrayou-Lahitte est une commune rurale qui compte 99 habitants en 2022, après avoir connu un pic de population de 348 habitants en 1846. Elle fait partie de l'aire d'attraction de Lourdes. Ses habitants sont appelés les Lahittois ou  Lahittoises.

## Géographie

### Localisation
La commune d'Arrayou-Lahitte se trouve dans le département des Hautes-Pyrénées, en région Occitanie.
Elle se situe à 16 km à vol d'oiseau de Tarbes, préfecture du département, à 15 km d'Argelès-Gazost, sous-préfecture, et à 7 km de Lourdes, bureau centralisateur du canton de Lourdes-2 dont dépend la commune depuis 2015 pour les élections départementales.
La commune fait en outre partie du bassin de vie de Lourdes.
Les communes les plus proches sont : 
Gez-ez-Angles (1,4 km), Escoubès-Pouts (1,7 km), Ossun-ez-Angles (2,0 km), Arrodets-ez-Angles (2,0 km), Arcizac-ez-Angles (2,4 km), Astugue (2,5 km), Les Angles (2,9 km), Paréac (3,0 km).
Sur le plan historique et culturel, Arrayou-Lahitte fait partie de l’ancien comté de Bigorre, comté historique des Pyrénées françaises et de Gascogne créé au IXe siècle puis rattaché au domaine royal en 1302, inclus ensuite au comté de Foix en 1425 puis une nouvelle fois rattaché au royaume de France en 1607. La commune est dans le pays de Tarbes et de la Haute Bigorre.
| Escoubès-Pouts | Orincles           |                 |
| Gez-ez-Angles  | Arrayou-Lahitte    | Astugue         |
|                | Arrodets-ez-Angles | Ossun-ez-Angles |

### Hydrographie
La commune est dans le bassin de l'Adour, au sein du bassin hydrographique Adour-Garonne. Elle est drainée par la Géline, le Litor et par divers petits cours d'eau, constituant un réseau hydrographique de 9 km de longueur totale,.
La Géline, d'une longueur totale de 20,8 km, prend sa source dans la commune d'Azereix et s'écoule du sud-ouest vers le nord-est. Il traverse la commune et se jette dans le canal de Luzerte à Saint-Lézer, après avoir traversé 12 communes.

### Climat
Le climat est tempéré de type océanique, en raison de l'influence proche de l'océan Atlantique situé à peu près 150 km plus à l'ouest. La proximité des Pyrénées fait que la commune profite d'un effet de foehn, il peut aussi y neiger en hiver, même si cela reste inhabituel.
| Mois                              | jan.  | fév.  | mars  | avril | mai   | juin  | jui.  | août  | sep.  | oct.  | nov.  | déc.  | année   |
| --------------------------------- | ----- | ----- | ----- | ----- | ----- | ----- | ----- | ----- | ----- | ----- | ----- | ----- | ------- |
| Température minimale moyenne (°C) | 0,6   | 1,3   | 2,7   | 5,2   | 8,3   | 11,6  | 14,1  | 13,9  | 11,7  | 8     | 3,6   | 1,3   | 6,9     |
| Température moyenne (°C)          | 5,3   | 6,1   | 7,8   | 10    | 13,3  | 16,7  | 19,3  | 19    | 17,2  | 13,3  | 8,5   | 5,8   | 11,9    |
| Température maximale moyenne (°C) | 9,9   | 11    | 12,9  | 14,8  | 18,3  | 21,7  | 24,5  | 24    | 22,6  | 18,6  | 13,4  | 10,4  | 16,8    |
| Ensoleillement (h)                | 108,8 | 118,8 | 155,6 | 157,2 | 181,3 | 191,5 | 215,5 | 196,4 | 194,5 | 164,4 | 124,4 | 104,4 | 1 912,8 |
| Précipitations (mm)               | 112,8 | 97,5  | 100,2 | 105,7 | 113,6 | 80,7  | 57,3  | 70,3  | 71    | 85,2  | 93    | 112,1 | 1 099,4 |

### Milieux naturels et biodiversité
L’inventaire des zones naturelles d'intérêt écologique, faunistique et floristique (ZNIEFF) a pour objectif de réaliser une couverture des zones les plus intéressantes sur le plan écologique, essentiellement dans la perspective d’améliorer la connaissance du patrimoine naturel national et de fournir aux différents décideurs un outil d’aide à la prise en compte de l’environnement dans l’aménagement du territoire.
Une ZNIEFF de type 1 est recensée sur la commune :
le « réseau hydrographique des Angles et du Bénaquès » (260 ha), couvrant 35 communes du département et une ZNIEFF de type 2, : 
les « coteaux et vallons des Angles et du Bénaquès » (12 879 ha), couvrant 45 communes du département.

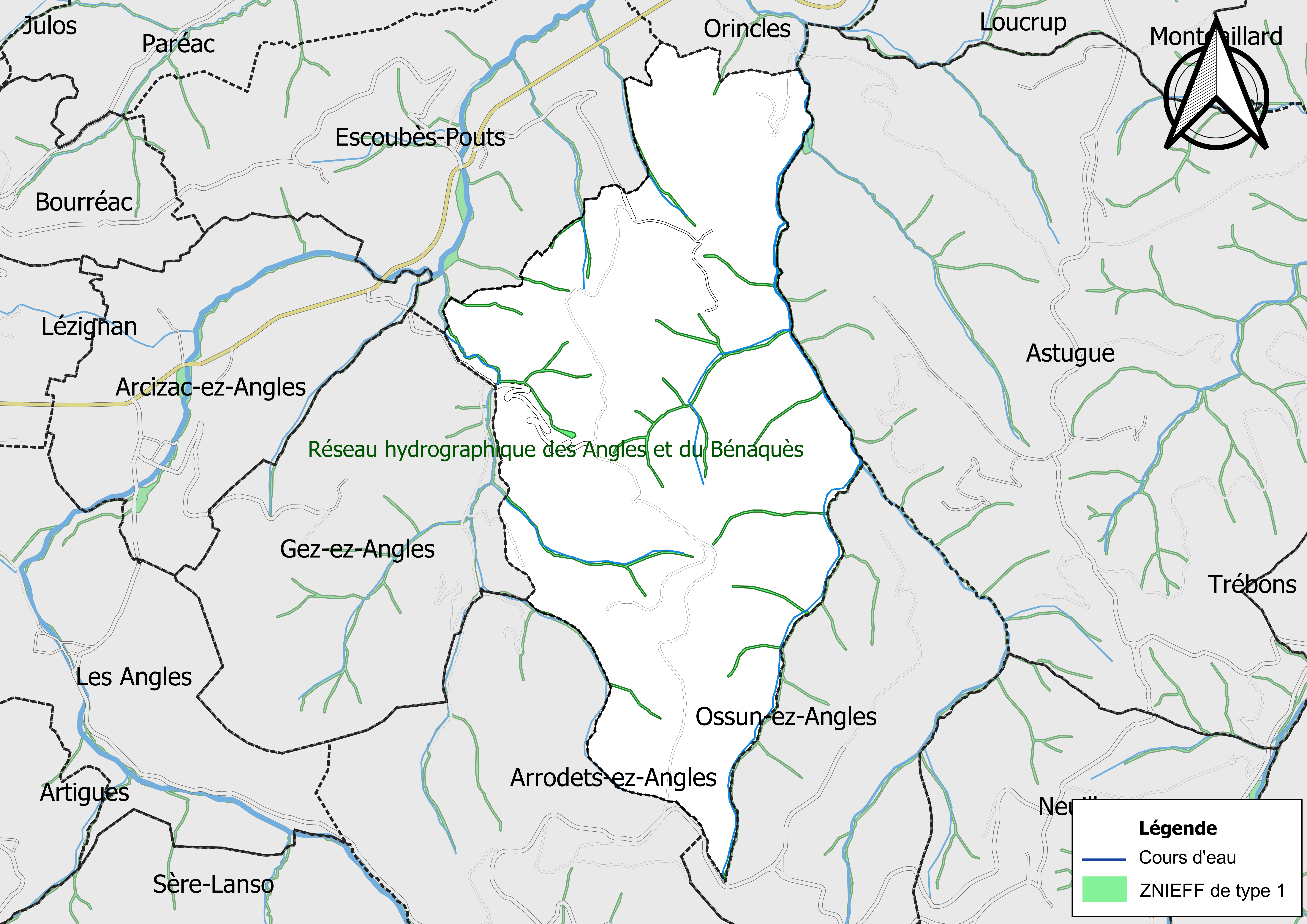
Carte de la ZNIEFF de type 1 sur la commune.
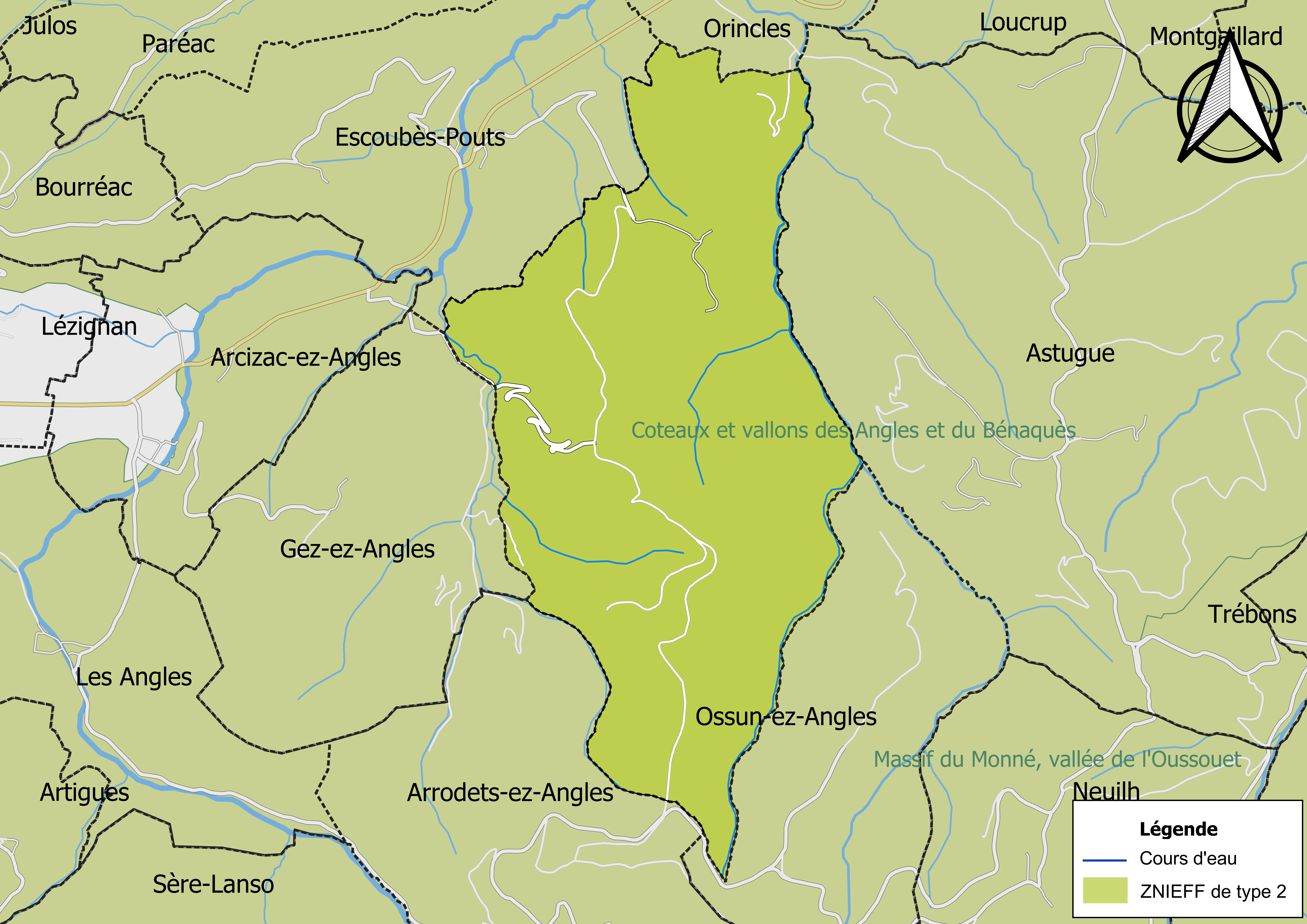
Carte de la ZNIEFF de type 2 sur la commune.

## Urbanisme

### Typologie
Au 1er janvier 2024, Arrayou-Lahitte est catégorisée commune rurale à habitat dispersé, selon la nouvelle grille communale de densité à sept niveaux définie par l'Insee en 2022.
Elle est située hors unité urbaine. Par ailleurs la commune fait partie de l'aire d'attraction de Lourdes, dont elle est une commune de la couronne,. Cette aire, qui regroupe 45 communes, est catégorisée dans les aires de moins de 50 000 habitants,.

### Occupation des sols
L'occupation des sols de la commune, telle qu'elle ressort de la base de données européenne d’occupation biophysique des sols Corine Land Cover (CLC), est marquée par l'importance des forêts et milieux semi-naturels (60,2 % en 2018), une proportion identique à celle de 1990 (60,2 %). La répartition détaillée en 2018 est la suivante : 
forêts (49,8 %), prairies (39,2 %), milieux à végétation arbustive et/ou herbacée (10,4 %), zones agricoles hétérogènes (0,6 %).
L'IGN met par ailleurs à disposition un outil en ligne permettant de comparer l’évolution dans le temps de l’occupation des sols de la commune (ou de territoires à des échelles différentes). Plusieurs époques sont accessibles sous forme de cartes ou photos aériennes : la carte de Cassini (XVIIIe siècle), la carte d'état-major (1820-1866) et la période actuelle (1950 à aujourd'hui).

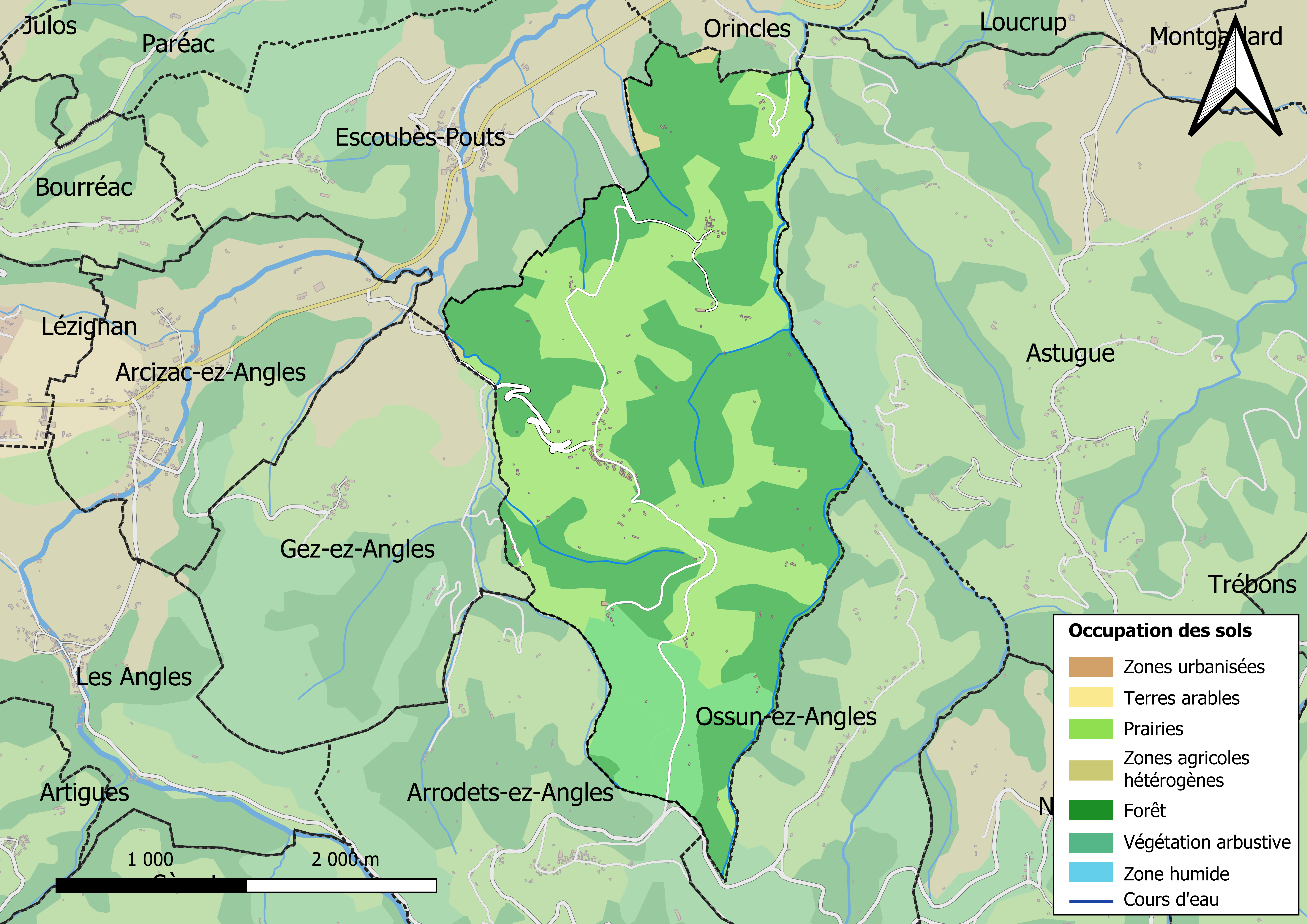
Carte des infrastructures et de l'occupation des sols en 2018 (CLC) de la commune.
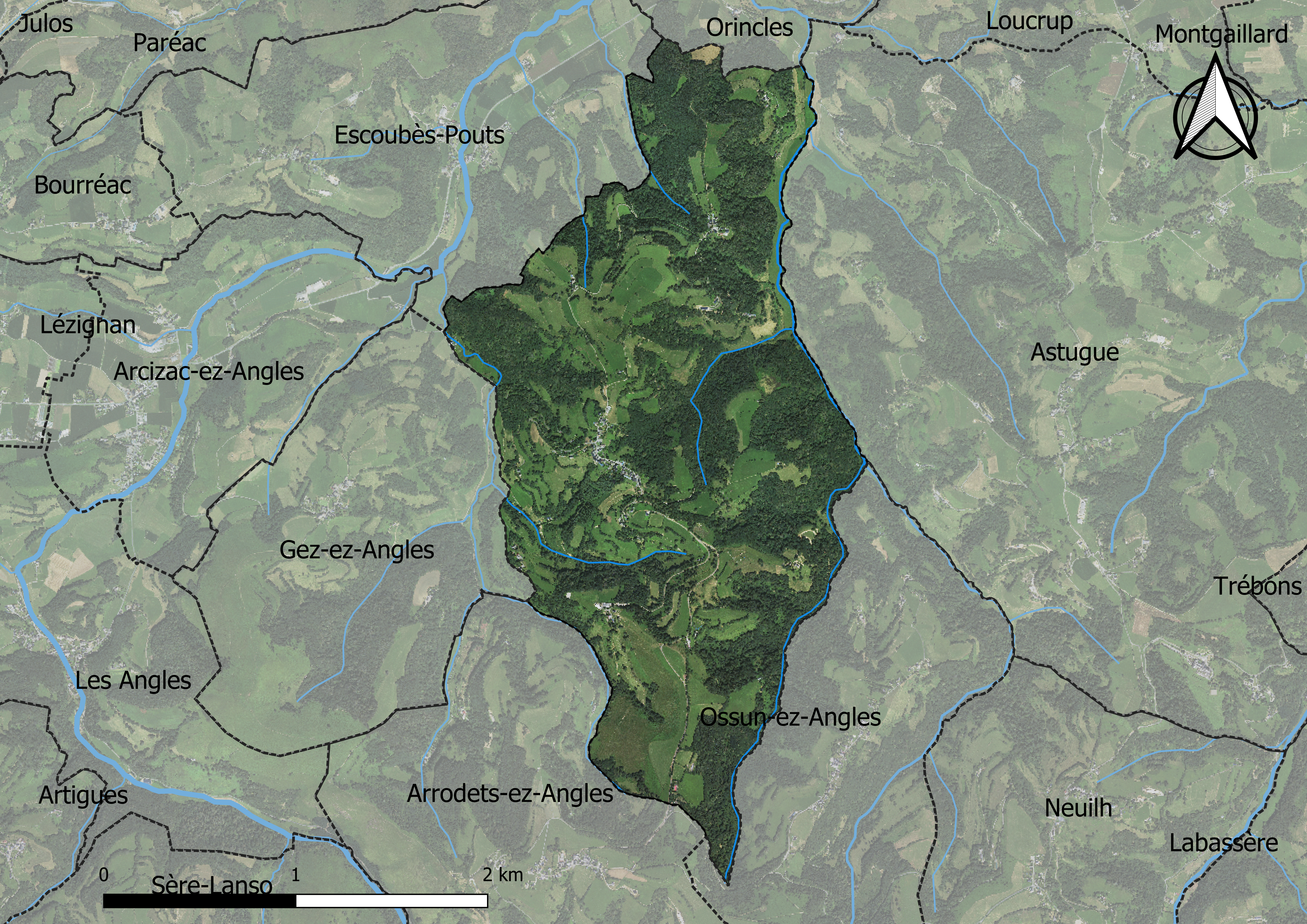
Carte orthophotogrammétrique de la commune.

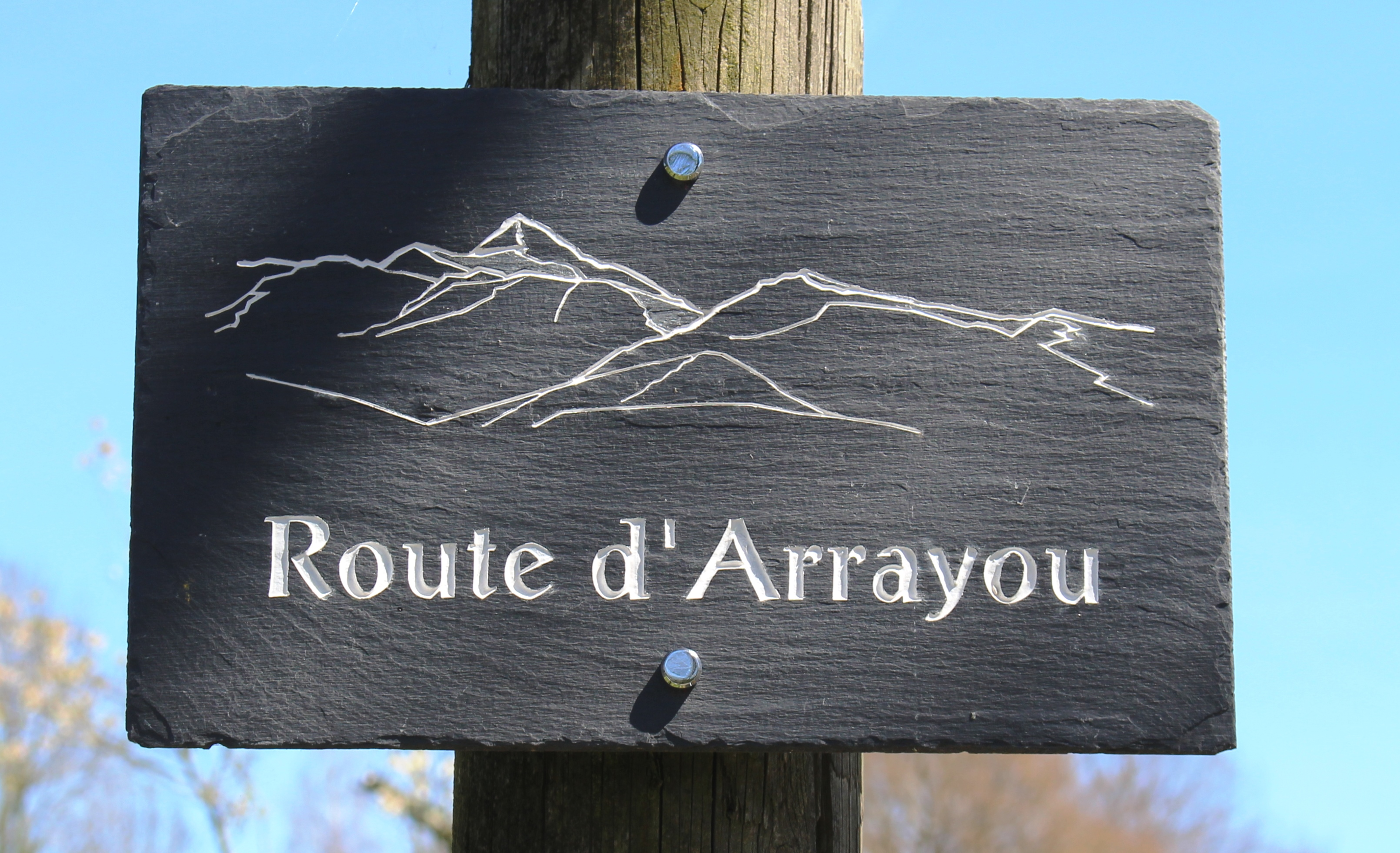
Rue du village

### Logement
En 2012, le nombre total de logements dans la commune est de 65.
Parmi ces logements, 65.9 % sont des résidences principales, 25.1  % des résidences secondaires et 9.0 % des logements vacants.

### Voies de communication et transports
Cette commune est desservie par les routes départementales D 98 et D 807.

### Risques majeurs
Le territoire de la commune d'Arrayou-Lahitte est vulnérable à différents aléas naturels : météorologiques (tempête, orage, neige, grand froid, canicule ou sécheresse), feux de forêts, mouvements de terrains et séisme (sismicité moyenne). Un site publié par le BRGM permet d'évaluer simplement et rapidement les risques d'un bien localisé soit par son adresse soit par le numéro de sa parcelle.
Arrayou-Lahitte est exposée au risque de feu de forêt. Un plan départemental de protection des forêts contre les incendies a été approuvé par arrêté préfectoral le 21 avril 2020 pour la période 2020-2029. Le précédent couvrait la période 2007-2017. L’emploi du feu est régi par deux types de réglementations. D’abord le code forestier et l’arrêté préfectoral du 27 octobre 2014, qui réglementent l’emploi du feu à moins de 200 m des espaces naturels combustibles sur l’ensemble du département. Ensuite celle établie dans le cadre de la lutte contre la pollution de l’air, qui interdit le brûlage des déchets verts des particuliers. L’écobuage est quant à lui réglementé dans le cadre de commissions locales d’écobuage (CLE)

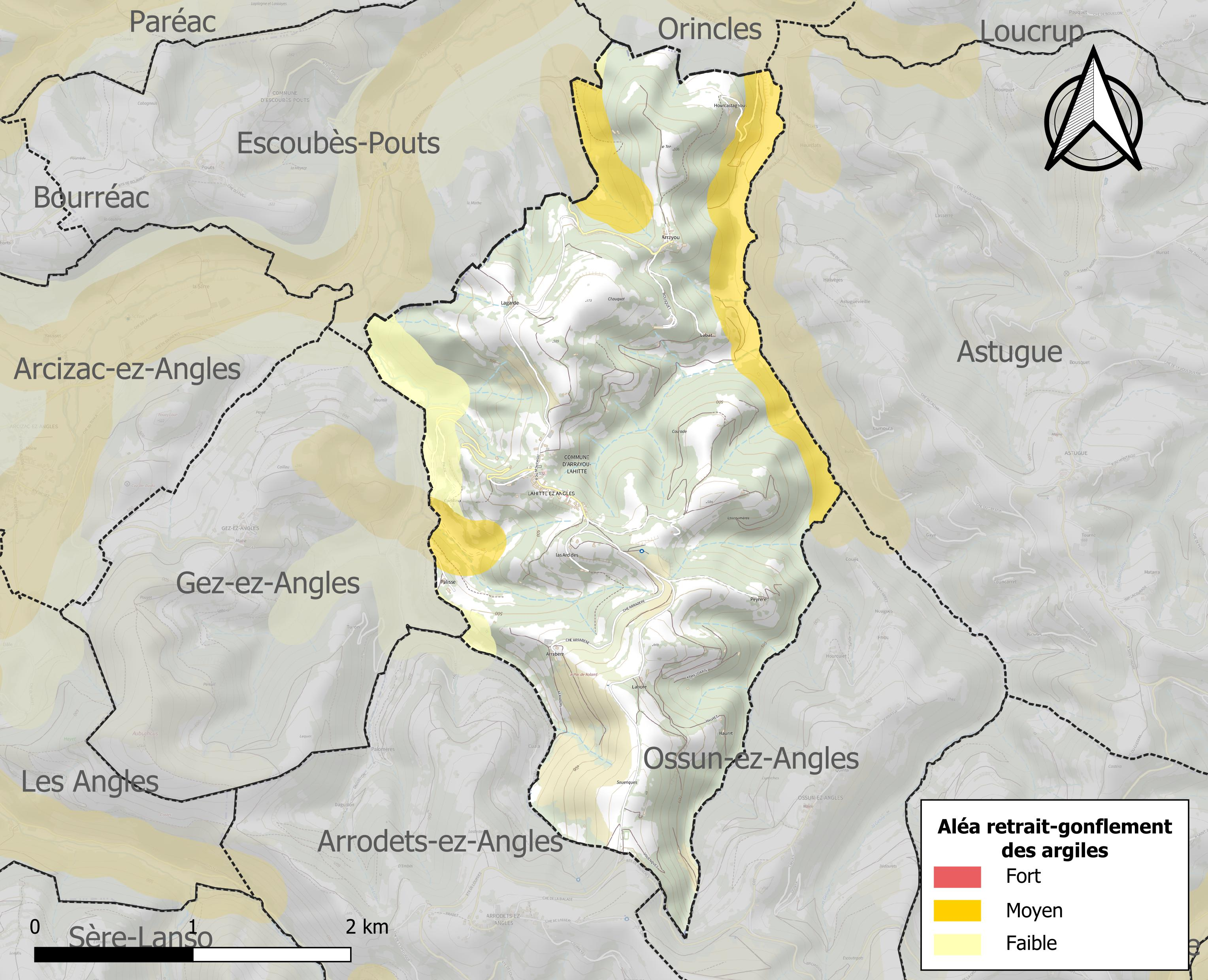
Carte des zones d'aléa retrait-gonflement des sols argileux d'Arrayou-Lahitte.

Les mouvements de terrains susceptibles de se produire sur la commune sont des tassements différentiels.
Le retrait-gonflement des sols argileux est susceptible d'engendrer des dommages importants aux bâtiments en cas d’alternance de périodes de sécheresse et de pluie. 11,5 % de la superficie communale est en aléa moyen ou fort (44,5 % au niveau départemental et 48,5 % au niveau national). Sur les 60 bâtiments dénombrés sur la commune en 2019, 1 sont en aléa moyen ou fort, soit 2 %, à comparer aux 75 % au niveau départemental et 54 % au niveau national. Une cartographie de l'exposition du territoire national au retrait gonflement des sols argileux est disponible sur le site du BRGM,.
Par ailleurs, afin de mieux appréhender le risque d’affaissement de terrain, l'inventaire national des cavités souterraines permet de localiser celles situées sur la commune.
La commune a été reconnue en état de catastrophe naturelle au titre des dommages causés par les inondations et coulées de boue survenues en 1982, 1999, 2000, 2008, 2009 et 2014. Concernant les mouvements de terrains, la commune a été reconnue en état de catastrophe naturelle au titre des dommages causés par des mouvements de terrain en 1999.

## Toponymie

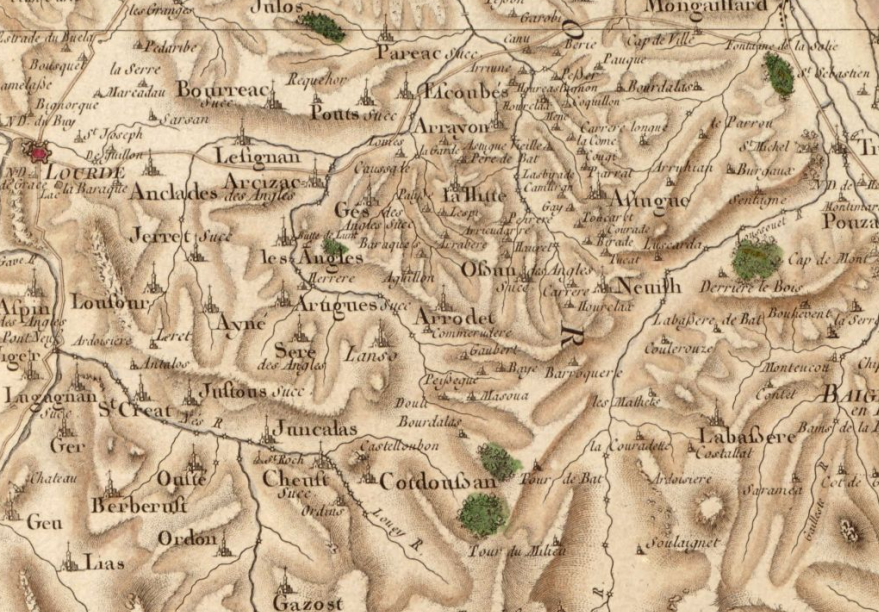
Extrait de la carte de Cassini situant Arrayou-Lahitte à l'est de Lourdes.

L'ancienne expression latine ficta petra, pour une pierre fichée, désigne des anciennes bornes de limites de territoire ou des jalons sur des routes. L'évolution en fitta ou hitta en gascon a donné Lahitte.
On trouvera les principales informations dans le Dictionnaire toponymique des communes des Hautes-Pyrénées de Michel Grosclaude et Jean-François Le Nail qui rapporte les dénominations historiques du village.

### Arrayou
Dénominations historiques :
- De Raio, (1313, Debita regi Navarre) ;
- De Rayoo, (1342, (pouillé de Tarbes) ;
- de Arrayoo, (1379, procuration Tarbes) ;
- Arrayon, Arrayo, (1429, censier de Bigorre) ;
- Arrayoo, (1760, Larcher, pouillé de Tarbes) ;
- Arrajou, (1790, Département 2) ;
- Arrayon, (fin XVIIIe siècle, carte de Cassini).

Étymologie : du gascon arrajon (= lieu ensoleillé).
Nom occitan : Arrajon.

### Lahitte
Dénominations historiques :
- de la Fite, (XIIe siècle ou XIIIe siècle, livre vert de Bénac ; 1285, montre Bigorre) ;
- De Fita, (1313, Debita regi Navarre) ;
- De Fita, (1342, Pouillé Tarbes ; 1379, procuration Tarbes) ;
- Lafita, La Fite, Lafite, (1429, censier de Bigorre) ;
- A Lafita, (1541, ADPA, B 1010) ;
- Lahitte ez Angles, (1736, registres paroissiaux) ;
- La Hitte, (fin XVIIIe siècle, carte de Cassini).

Étymologie : du gascon hita (pierre dressée, limite ; latin (petra) ficta).
Nom occitan : Era Hita.

## Histoire
La commune fut formée en 1965 par la fusion d'Arrayou et de Lahitte-ez-Angles.
Elle fait partie du Pays de Bigorre et dépend de la baronnie des Angles.

### Cadastre napoléonien d'Arrayou-Lahitte
- Le plan cadastral napoléonien d'Arrayou est consultable sur le site des Archives départementales des Hautes-Pyrénées[23].
- Le plan cadastral napoléonien de Lahitte est consultable sur le site des Archives départementales des Hautes-Pyrénées[24].

## Politique et administration

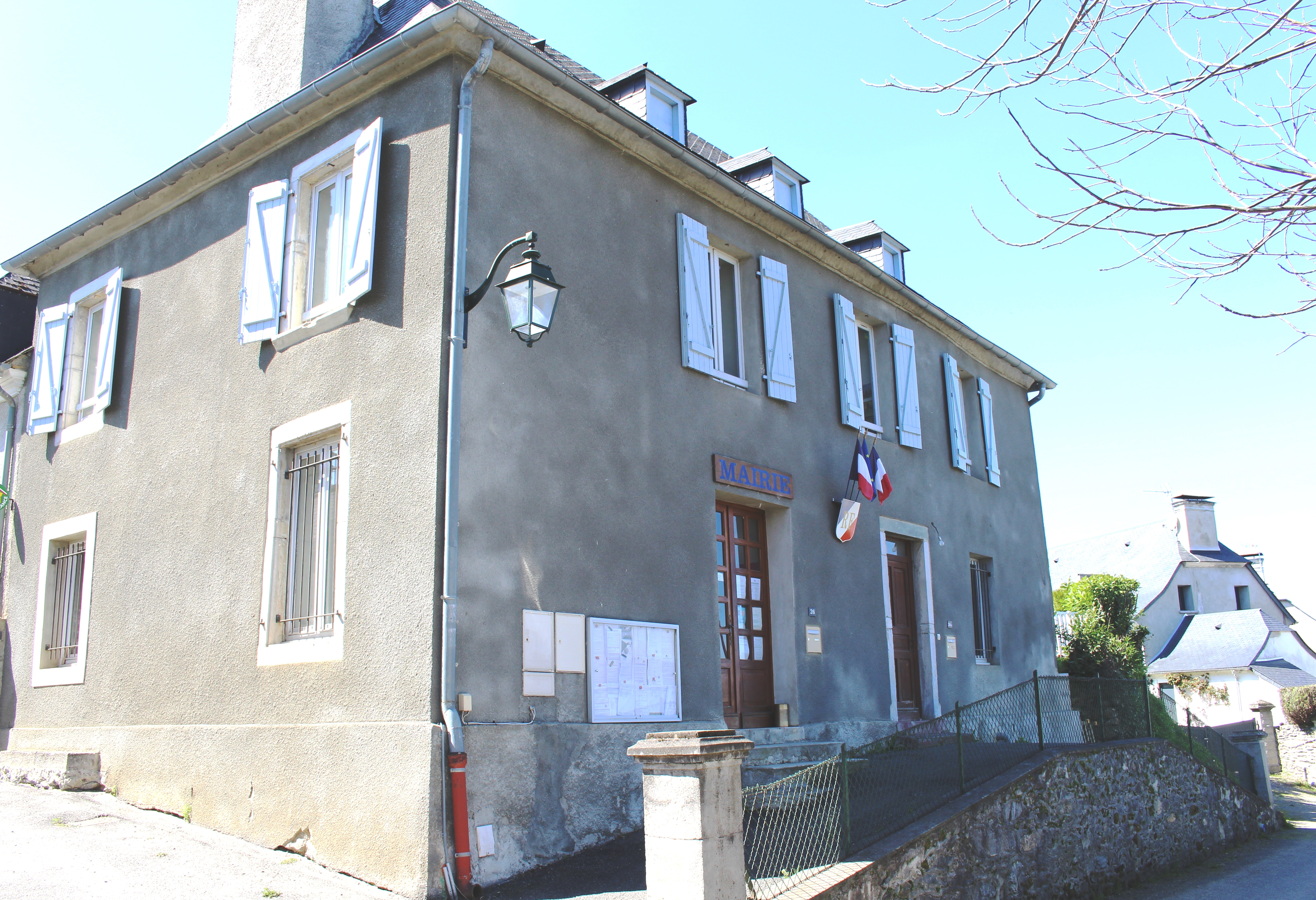
La mairie en 2017.

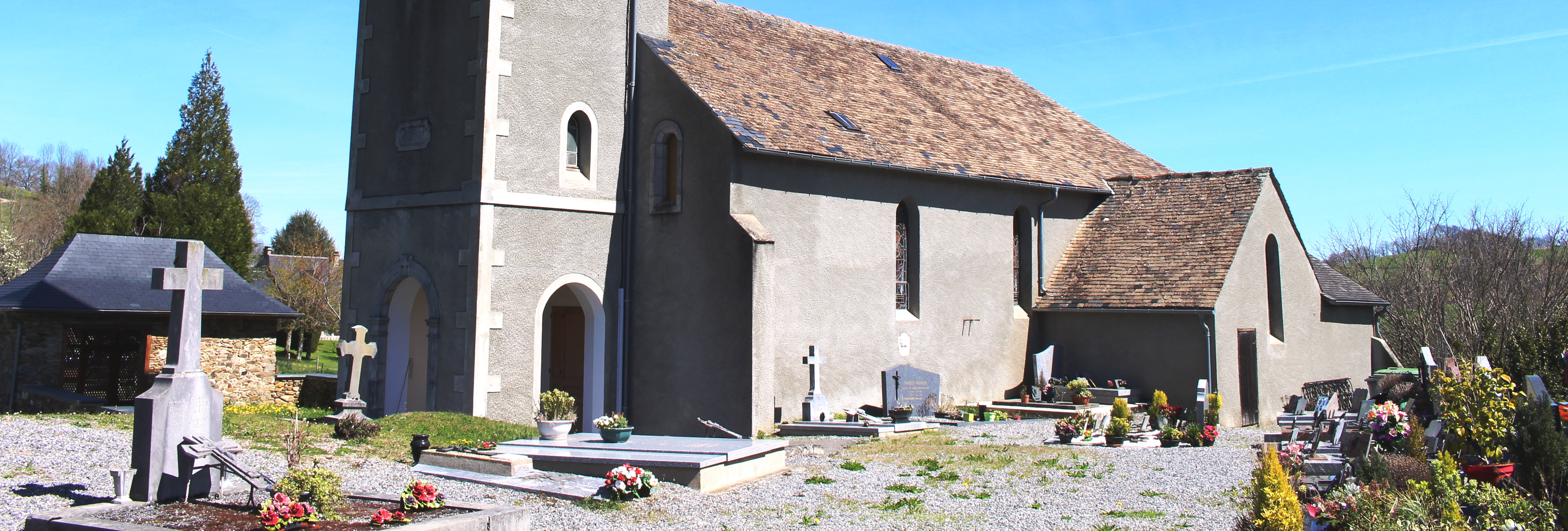
Le cimetière.

### Liste des maires
| Période                                  | Période   | Identité      | Étiquette | Qualité  |
| ---------------------------------------- | --------- | ------------- | --------- | -------- |
| Les données manquantes sont à compléter. |           |               |           |          |
|                                          |           |               |           |          |
| mars 2001                                | mars 2008 | Yves Vergez   |           |          |
| mars 2008                                | en cours  | Valérie Lanne |           | Employée |

### Rattachements administratifs et électoraux

#### Historique administratif
Pays et sénéchaussée de Bigorre, quarteron de  Lourdes, baronnie des Angles, canton de Lourdes (depuis 1790), Lourdes-Est (1973). Arrayou et Lahitte, qui a pris le nom de Lahitte-ez-Angles en 1957, ont été réunies en 1964.

#### Intercommunalité
Arrayou-Lahitte appartient à la Communauté d'agglomération Tarbes-Lourdes-Pyrénées créée en janvier 2017 et qui réunit 86 communes.

## Population et société

### Démographie

#### Évolution démographique
| 1793 | 1800 | 1806 | 1821 | 1831 | 1836 | 1841 | 1846 | 1851 |
| ---- | ---- | ---- | ---- | ---- | ---- | ---- | ---- | ---- |
| 187  | 178  | 237  | 217  | 321  | 319  | 305  | 348  | 344  |

| 1856 | 1861 | 1866 | 1872 | 1876 | 1881 | 1886 | 1891 | 1896 |
| ---- | ---- | ---- | ---- | ---- | ---- | ---- | ---- | ---- |
| 320  | 317  | 258  | 270  | 248  | 247  | 244  | 231  | 214  |

| 1901 | 1906 | 1911 | 1921 | 1926 | 1931 | 1936 | 1946 | 1954 |
| ---- | ---- | ---- | ---- | ---- | ---- | ---- | ---- | ---- |
| 179  | 182  | 177  | 163  | 153  | 148  | 142  | 123  | 115  |

| 1962 | 1968 | 1975 | 1982 | 1990 | 1999 | 2004 | 2006 | 2009 |
| ---- | ---- | ---- | ---- | ---- | ---- | ---- | ---- | ---- |
| 106  | 98   | 84   | 87   | 83   | 93   | 95   | 102  | 96   |

| 2014 | 2019 | 2022 | - | - | - | - | - | - |
| ---- | ---- | ---- | - | - | - | - | - | - |
| 112  | 104  | 99   | - | - | - | - | - | - |

### Enseignement
La commune dépend de l'académie de Toulouse. Elle ne dispose plus d'école en 2016.

## Économie

### Emploi
|                | 2008   | 2013   | 2018   |
| -------------- | ------ | ------ | ------ |
| Commune        | 15,9 % | 13,7 % | 12,3 % |
| Département    | 7,7 %  | 9,4 %  | 9,8 %  |
| France entière | 8,3 %  | 10 %   | 10 %   |

En 2018, la population âgée de 15 à 64 ans s'élève à 66 personnes, parmi lesquelles on compte 86,2 % d'actifs (73,8 % ayant un emploi et 12,3 % de chômeurs) et 13,8 % d'inactifs,. Depuis 2008, le taux de chômage communal (au sens du recensement) des 15-64 ans est supérieur à celui de la France et du département.
La commune fait partie de la couronne de l'aire d'attraction de Lourdes, du fait qu'au moins 15 % des actifs travaillent dans le pôle,. Elle compte 9 emplois en 2018, contre 9 en 2013 et 6 en 2008. Le nombre d'actifs ayant un emploi résidant dans la commune est de 49, soit un indicateur de concentration d'emploi de 18,4 % et un taux d'activité parmi les 15 ans ou plus de 71,2 %.
Sur ces 49 actifs de 15 ans ou plus ayant un emploi, 9 travaillent dans la commune, soit 18 % des habitants. Pour se rendre au travail, 91,8 % des habitants utilisent un véhicule personnel ou de fonction à quatre roues, 6,1 % s'y rendent en deux-roues, à vélo ou à pied et 2 % n'ont pas besoin de transport (travail au domicile).

## Culture locale et patrimoine

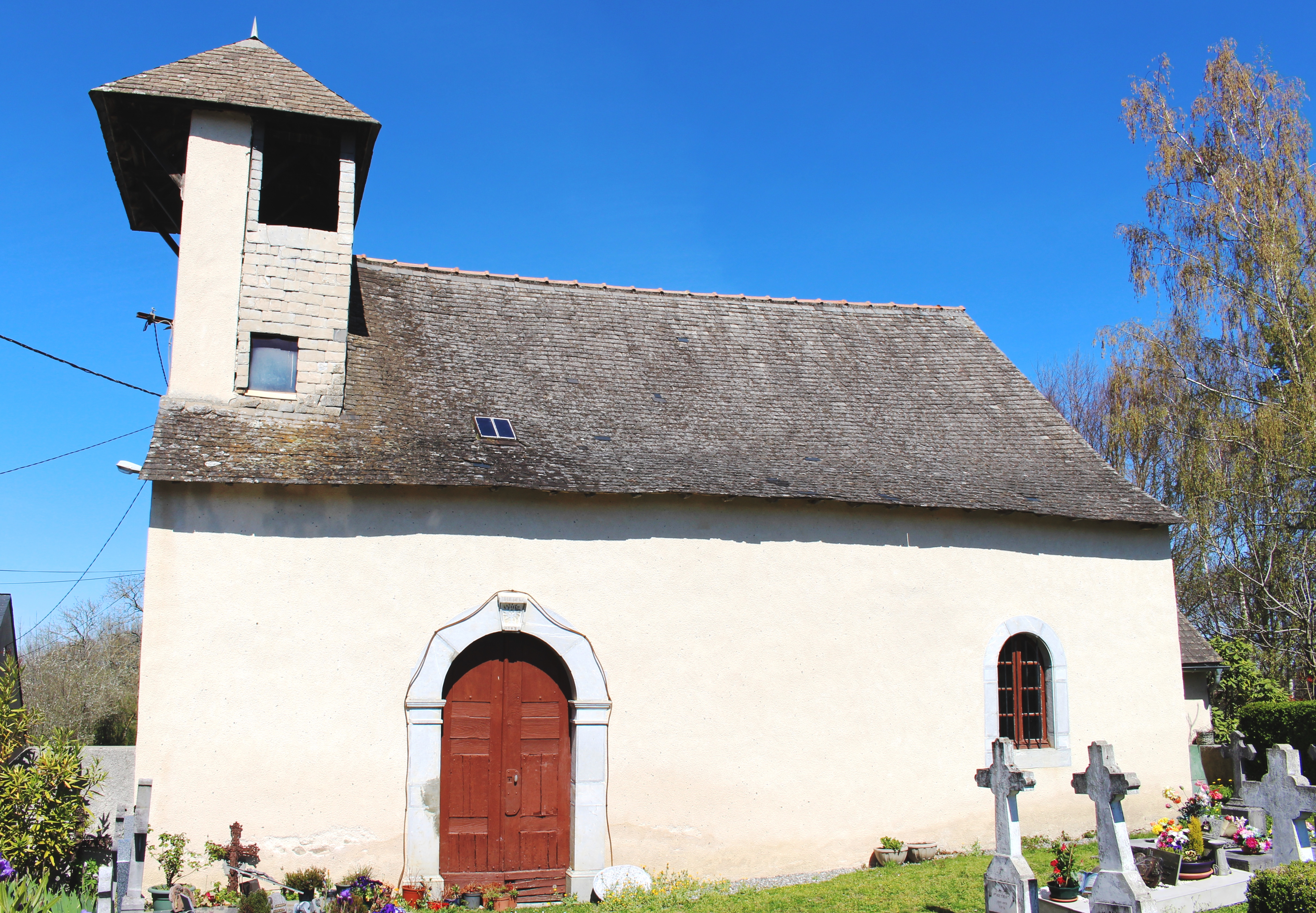
L'église Saint-Martin en 2017.

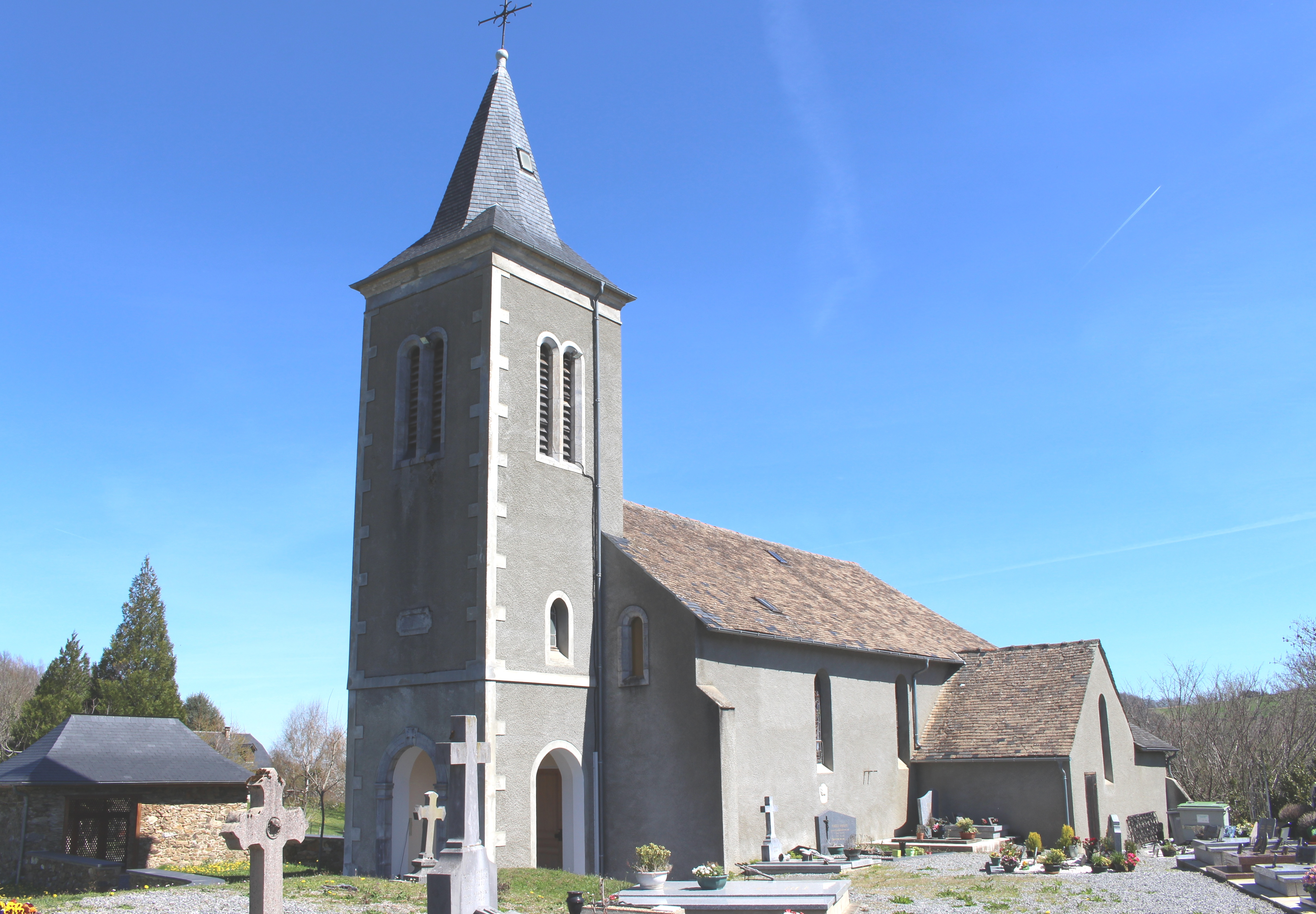
L'église Saint-Michel en 2017.

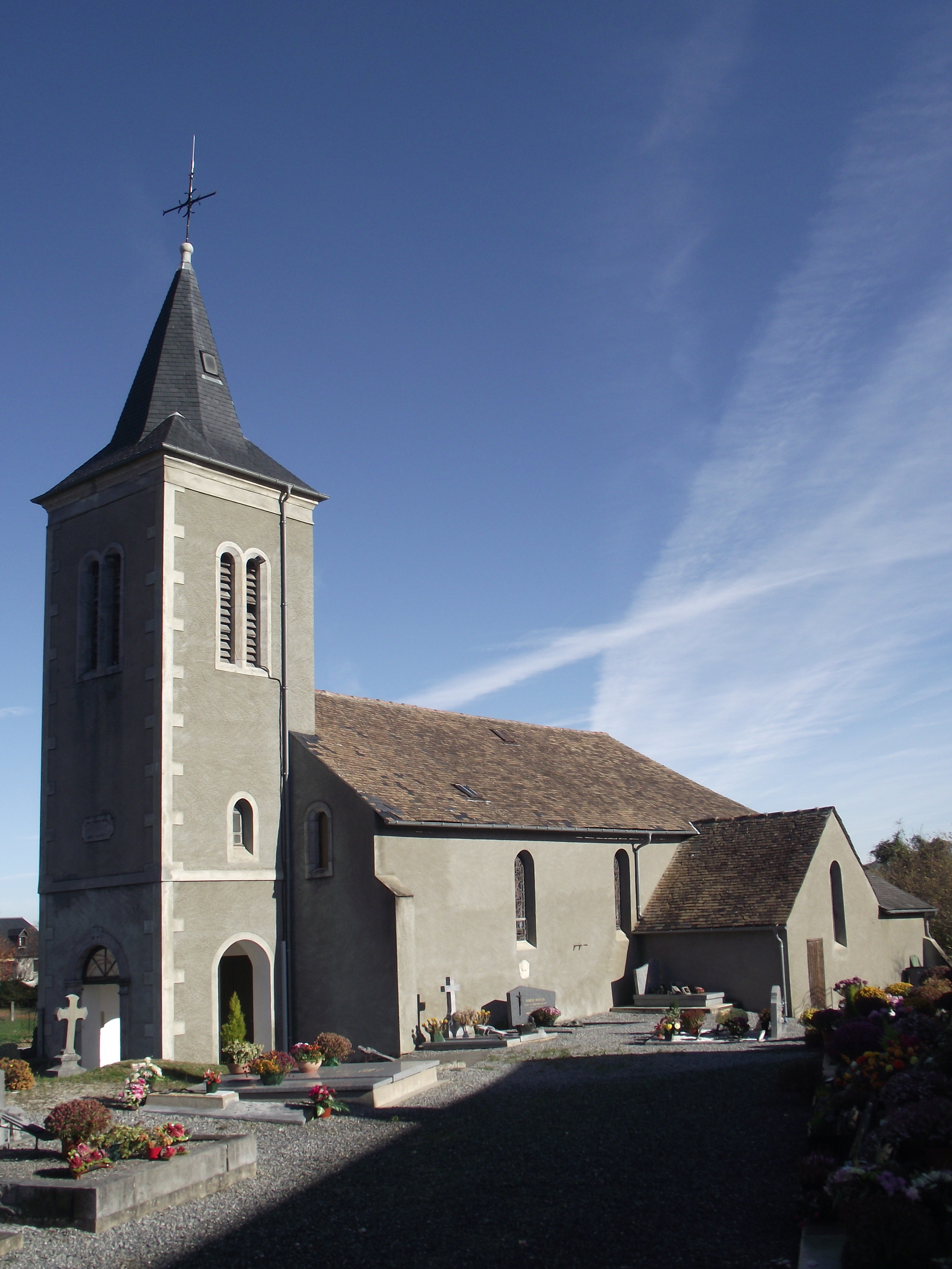
L'église Saint-Michel de Lahitte.

### Lieux et monuments

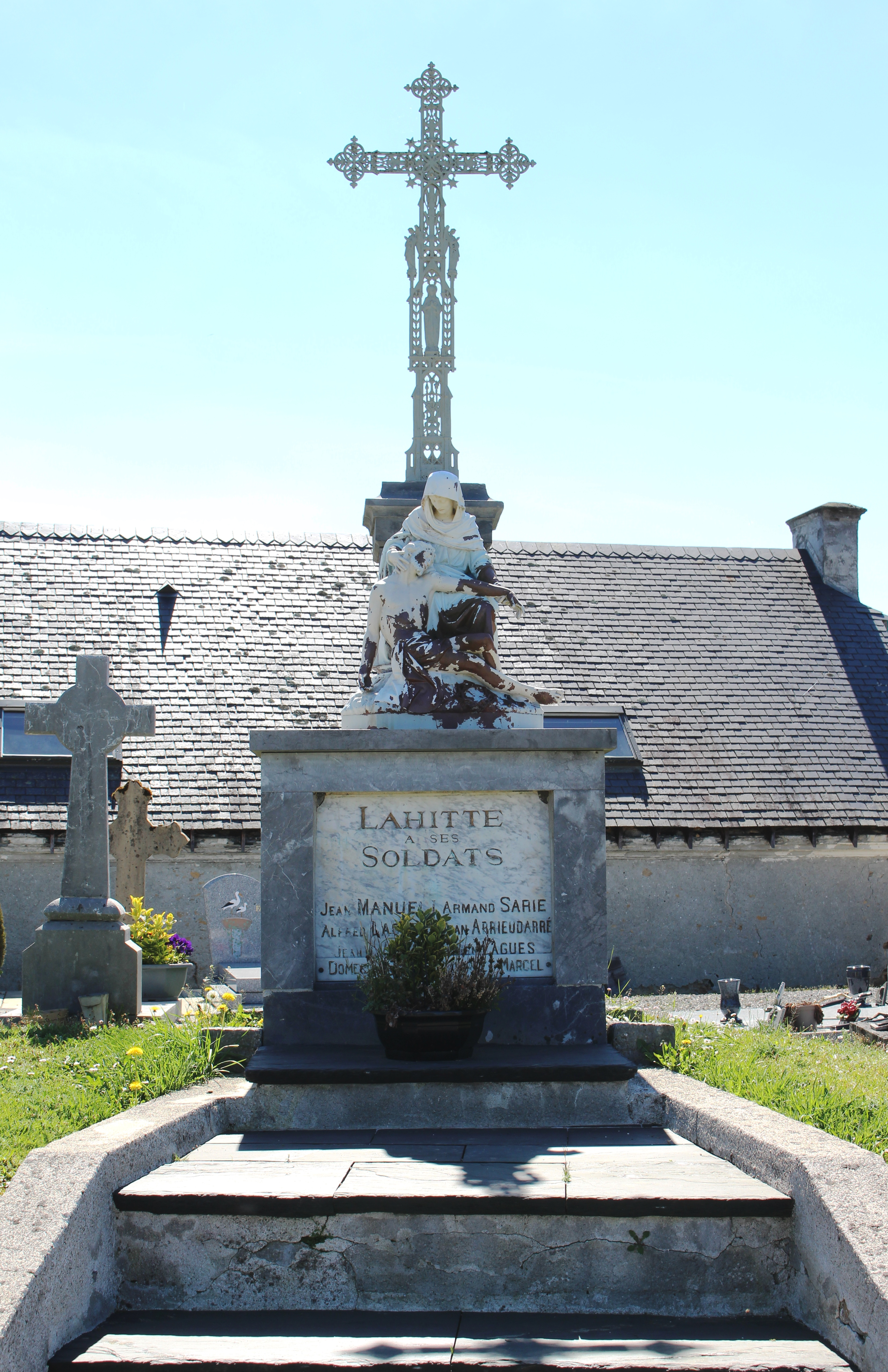
Le monument aux morts municipal.

- Église Saint Michel de Lahitte XVIIe siècle/XVIIIe siècle ;
- Église Saint Martin d'Arrayou (clocher-mur).

Sélection de vues des édifices religieux
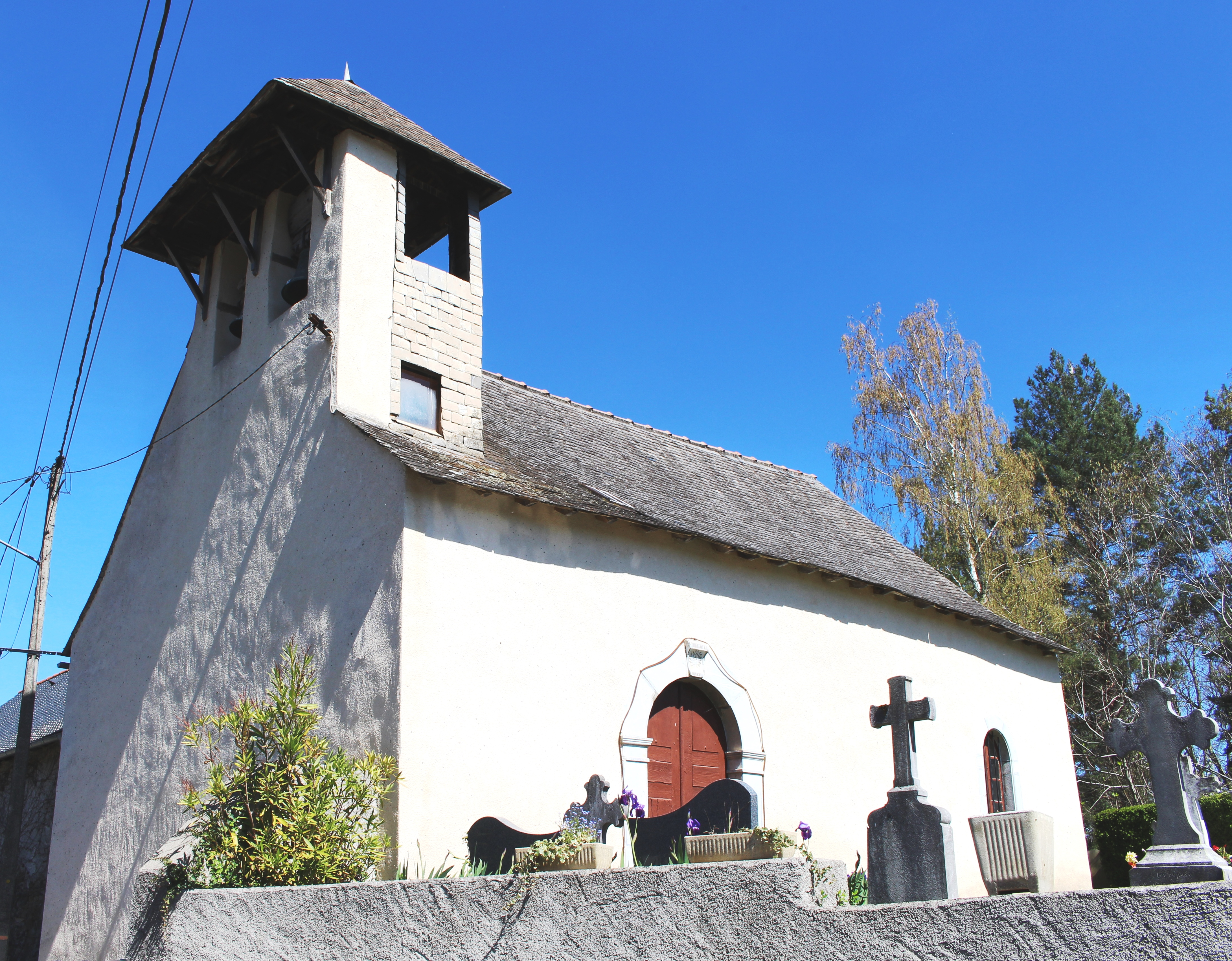
L'église Saint-Martin d'Arrayou.
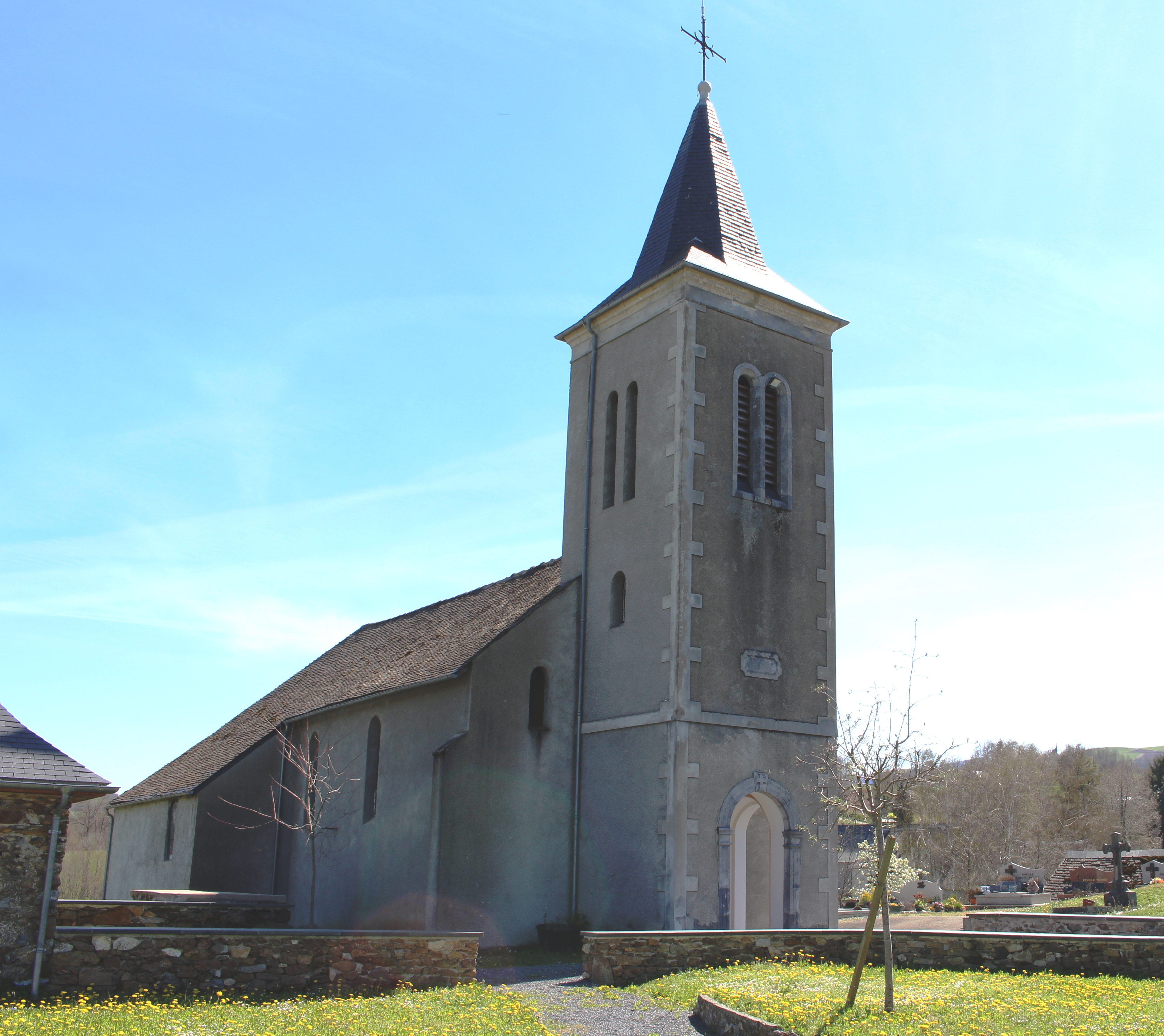
L'église Saint Michel de Lahitte-ez-Angles.
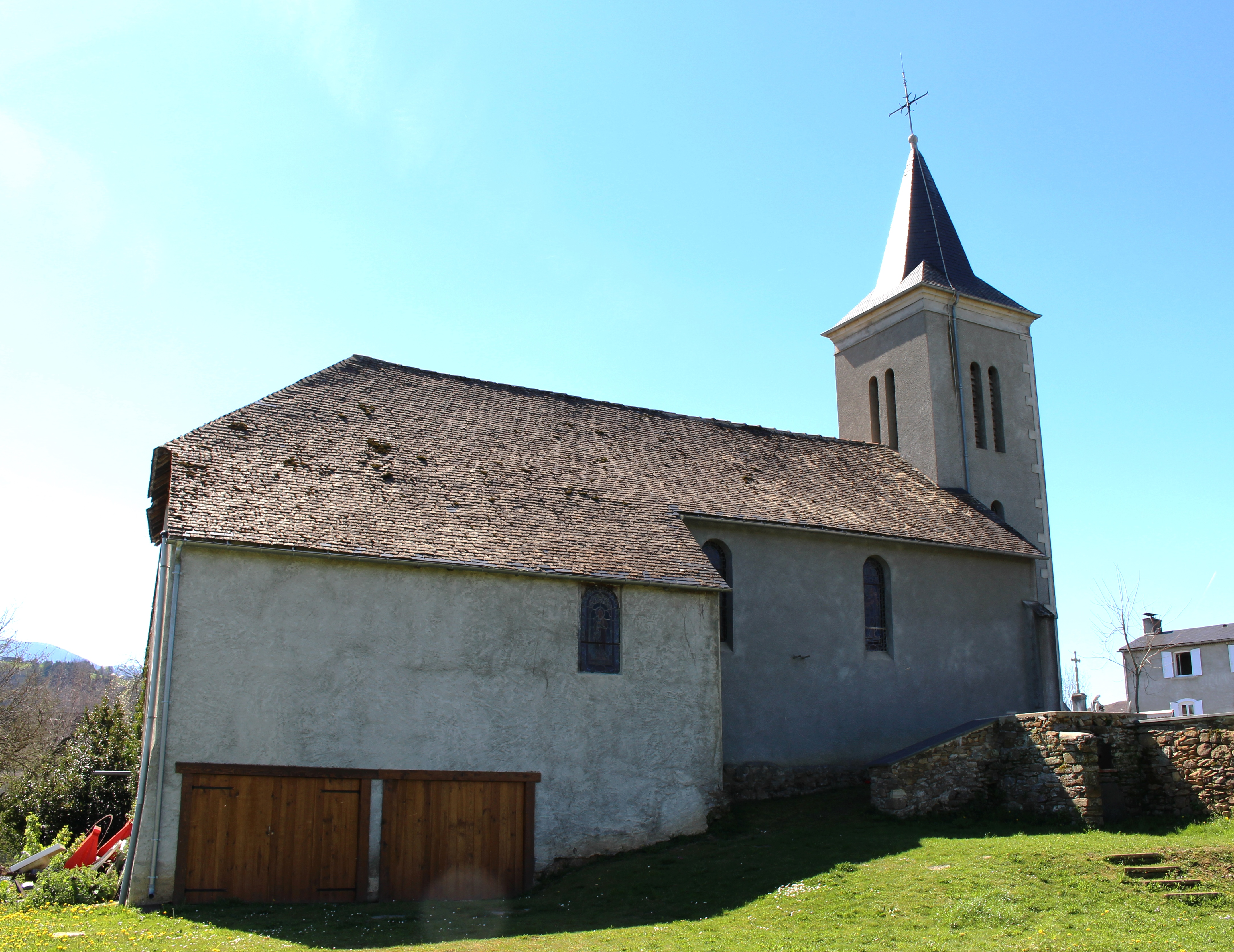
L'église Saint Michel de Lahitte-ez-Angles.

### Héraldique
Commune sans blason officiel.